# Porky Pig's Haunted Holiday
Porky Pig's Haunted Holiday est un jeu vidéo de plates-formes développé par le studio Phoenix Interactive Entertainment et édité par Acclaim Entertainment en 1995 sur Super Nintendo.